# 小行星5633
小行星5633（英語：5633）是一颗围绕太阳公转的小行星。1978年10月27日，C. M. Olmstead在帕洛马山发现了此天体。
这颗小行星的绝对星等为352.17180等。